# Farges-lès-Mâcon
Farges-lès-Mâcon ist eine französische Gemeinde mit 223 Einwohnern (Stand: 1. Januar 2022) im Département Saône-et-Loire in der Region Bourgogne-Franche-Comté. Sie gehört zum Arrondissement Mâcon und zum Kanton Tournus. Farges-lès-Mâcon ist Mitglied im Gemeindeverband Communauté de communes Mâconnais-Tournugeois. Die Einwohner werden Fargeats genannt.

## Geographie
Farges-lès-Mâcon liegt etwa 22 Kilometer nordnordöstlich von Mâcon und etwa 35 Kilometer südsüdöstlich von Chalon-sur-Saône im Weinbaugebiet Bourgogne und an der Saône. Umgeben wird Farges-lès-Mâcon von den Nachbargemeinden Plottes im Norden und Nordwesten, Le Villars im Norden, Sermoyer im Osten, Arbigny im Südosten sowie Uchizy im Süden und Westen.

## Bevölkerungsentwicklung
| Jahr                      | 1962 | 1968 | 1975 | 1982 | 1990 | 1999 | 2006 | 2011 | 2016 |
| Einwohner                 | 215  | 218  | 197  | 190  | 170  | 170  | 167  | 214  | 216  |
| Quelle: Cassini und INSEE |      |      |      |      |      |      |      |      |      |

## Sehenswürdigkeiten
- Kirche Saint-Barthélemy aus dem 11. Jahrhundert, seit 1913 Monument historique

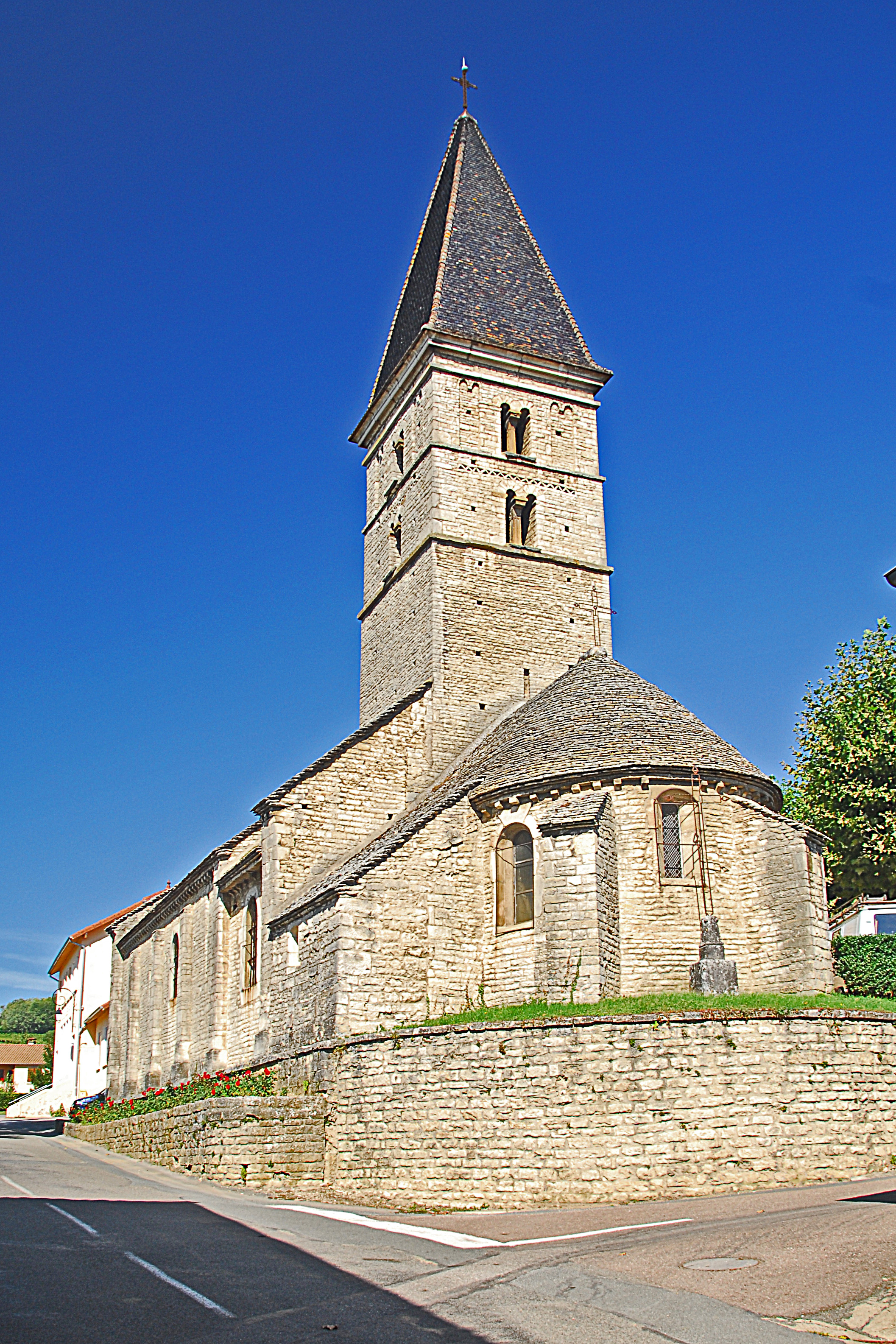
Kirche Saint-Barthélemy